# Ognon (Aude)
Der Ognon ist ein Fluss in Frankreich, der in der Region Okzitanien verläuft. Er entspringt im südöstlichen Teil des Regionalen Naturparks Haut-Languedoc, im Gemeindegebiet von Cassagnoles, entwässert generell Richtung Südost durch die Naturlandschaft des Minervois sowie  das gleichnamige Weinanbaugebiet Minervois und mündet nach rund 23 Kilometern an der Gemeindegrenze von Homps und Olonzac als rechter Nebenfluss in die Aude. In seinem Mündungsabschnitt trifft er auf den hier parallel zur Aude verlaufenden Schifffahrtskanal Canal du Midi, der ihn mit einer Kanalbrücke überspannt. Auf seinem Weg durchquert der Ognon die Départements Hérault und Aude.

## Orte am Fluss
- Félines-Minervois
- Pépieux
- Olonzac